# 新谷行
新谷 行（しんや ぎょう、1932年 - 1979年3月18日）は、昭和期の詩人、文芸評論家、歴史家。本名：新屋 英行（あらや・ひでゆき）で、北海道の騎手・新屋幸吉は兄にあたる。妻は詩人の上杉浩子。

## 生涯
留萌郡小平蘂村（現在の小平町）に、馬喰の五男として生まれる。1953年に留萌高等学校を卒業し、中央大学法学部に入学するために上京。大学を卒業する頃に詩人の金子光晴を訪問し、出版社の編集の勤務とともに文学活動を続ける。1959年に佐藤久夫・桜井滋人・竹川弘太郎とともに同人雑誌『詩域』を創刊。1964年に同人雑誌『あいなめ』に参加する（金子光晴・松本亮・桜井・竹川）。1968年には出版社を辞め、デパートの広報課に勤めるが翌年の夏にはそこも辞め生活のために週刊紙の埋め草記事を書くほかは自分の作品作りに専心し始める。この時期から『あいなめ』への寄稿が見られなくなり、かわりにアイヌの伝承やユーカラに興味を持ち北海道の史料を収集し始める。
1971年、北海道に旅行した後に長編詩『シャクシャインの歌』が書かれ、アイヌ民族の歴史への興味が高まっていることがうかがえる。1972年にふたたび北海道へ取材旅行をし、これが新谷の転機となる。4月から釧路（阿寒）・平取・沙流川・二風谷・根室を精力的に回り、結城庄司・山本多助・貝澤正・豊岡喜一郎などのアイヌ指導者たちと会う。この年の8月25・26日に札幌で開催された第26回日本人類学会・日本民族学会連合大会のシンポジウムに、以前から親交のあった太田竜・結城庄司らと参加し、アイヌ解放同盟・北方民族研究所の名において公開質問状を発し、従来の研究が「アイヌ民族はすでに滅びている」という前提から進められていることを批判した。9月20日、結城庄司らが静内のシャクシャイン像の台座に刻まれた｢北海道知事・町村金五書｣の文字を削り取る作業に立ち会う。12月にはクナシリ・メナシの戦いに取材した長編詩『ノツカマプの丘に火燃えよ』が出版された。1973年3月に結節性動脈周囲炎を発症し、翌年4月には北海道の実家に引き取られ闘病生活を送りつつ執筆する。

## アイヌの視点による民族史
新谷はアイヌの歴史を江戸時代よりはるかに遠く、『日本書紀』の蝦夷の記述までさかのぼらせ、アザマロやアテルイからコシャマインやシャクシャインによる和人への抵抗を一貫した動きととらえ直し、アイヌは和人の侵略に決して無抵抗であったわけではないことを示す。逆に早くから北方に目をつけた先駆者と認められる工藤平助や松宮観山・最上徳内のような知識人や探検家は、新谷によりアイヌへの無理解や偏見を指摘され、厳しい批判にさらされる。この点での例外は松浦武四郎のみとも考えられている
。
彼の意見では明治から現代に至るアイヌ研究家は、同化させるべき対象としてか、滅びゆく文化を代表する存在としてしかアイヌ民族を扱ってこなかった。金田一京助や高倉新一郎の学者としての業績は「アイヌを犠牲にした結果」とまで極言する。和人学者のそのような態度に抵抗するものとして、知里幸恵・知里真志保・バチェラー八重子・違星北斗・森竹竹市・鳩沢佐美夫などのアイヌ作家が採りあげられ、民族の生命力の証として積極的に評価される。

## 著作
- 『新谷行詩集　水平線』（1966年、あいなめ会）
- 『シャクシャインの歌―長編詩』（1971年、蒼海出版）
- 『アイヌ民族抵抗史』（1972年、三一書房）角川文庫、1974　河出書房新社、2015
- 『長編詩　ノツカマプの丘に火燃えよ』（1972年、蒼海出版）
- 『ユーカラの世界―アイヌ復権の原点』（1974年、角川書店）
- 『アイヌ民族と天皇制国家』（1977年、三一書房）
- 『金子光晴論―エゴとそのエロス』（1977年、泰流社）
- 『古代天皇制国家と原住民』（1978年、三一書房）
- 『松浦武四郎とアイヌ』（1978年、麦秋社）
- 『コタンに生きる人びと』（1979年、三一書房）